# Wolfgang Wirth (Mediziner, 1932)
Wolfgang Wirth (* 1932; † August 2011) war ein deutscher Alternativmediziner.

## Karriere
Er arbeitete zunächst in Agrarwirtschaft, erlernte dann – meist berufsbegleitend im Fernstudium – verschiedene Disziplinen der Alternativmedizin wie Ayurveda, chinesische Medizin und schließlich Homöopathie.
Wirth war ab 1979 Mitglied des Forschungscenters für chinesische Medizin und Akupunktur in Hongkong und seit 1966 im Aufsichtsrat des Koreanischen Lepra-Hilfswerks.
Seit 1981 beschäftigte sich Wirth mit verschiedenen Partnern in der Arbeitsgemeinschaft Grundlagenforschung für Biologische Medizin in Berlin mit der Aloe-Forschung. Im Jahr 1985 entstand dann erstmals sein wichtigstes Werk Mit Aloe heilen. Hauptsächlich beschäftigte sich Wirth dabei mit der Aloe-capensis-Gruppe (Kap-Aloe, Aloe arborescens, Aloe sokotrina, Aloe ferox). Als Grundlage seiner Forschungen dienen die Arbeiten von Wladimir Petrowitsch Filatow in Zusammenhang mit Neurotransmittern. Im Jahr 1988 wurde Wirth zum Verfahren zur Herstellung eines Extraktes aus Aloe-Blättern der Pflanzengattung Aloe capensis oder Aloe arborescens ein Patent zugesprochen.

## Veröffentlichungen (Auswahl)
- 1983: Praxisbezogenes Rechnen
- 1985: Mit Aloe heilen
- 1986: Heilkosmetik
- 1990: Volk ohne Krankheit
- 1994: Naturheilkunde für Tiere

## Veröffentlichungen
- Wolfgang Wirth: Mit Aloe heilen. Ennsthaler Verlag, Steyr 2004, ISBN 3-85068-199-8.